# Sulci di Ganimede
Segue una lista dei sulci presenti sulla superficie di Ganimede. La nomenclatura di Ganimede è regolata dall'Unione Astronomica Internazionale; la lista contiene solo formazioni esogeologiche ufficialmente riconosciute da tale istituzione.
I sulci di Ganimede portano i nomi di luoghi legati ai miti delle antiche popolazioni.

## Prospetto
| Sulcus           | Eponimo | Latitudine | Longitudine | Diametro |
| ---------------- | --- | ---------- | ----------- | -------- |
| Akitu Sulcus     | Akītu - Tempio, dove in occasione della festa omonima, i Babilonesi potavano la statua di Marduk.                                                            | 39° N      | 194° W      | 365 km   |
| Anshar Sulcus    | Anšar - Volta celeste, e sua personificazione come divinità, nella mitologia babilonese.                                                                     | 18,9° N    | 198,7° W    | 1.372 km |
| Apsu Sulci       | Apsû - Acque dolci primordiali, e loro personificazione come divinità, nella mitologia babilonese.                                                           | 37,5° S    | 225,2° W    | 1.950 km |
| Aquarius Sulcus  | Aquario - Costellazione in cui venne trasformato Ganimede nella mitologia greca.                                                                             | 52,4° N    | 4° W        | 1.420 km |
| Arbela Sulcus    | Erbil - Città sede del culto di Ištar in epoca assira. | 34° S      | 4° W        | 3.850 km |
| Babylon Sulci    | Babilonia - Città accadica al centro di vari miti. | 22,5° S    | 95,5° W     | 3.100 km |
| Borsippa Sulcus  | Borsippa - Città accadica sede del culto di Nabu. | 60° S      | 0° W        | 3.300 km |
| Bubastis Sulci   | Bubasti - Città egizia sede del culto di Bastet. | 81° S      | 225° W      | 2.730 km |
| Byblus Sulcus    | Biblo - Città fenicia sede del culto di Adone. | 37,6° N    | 199,7° W    | 645 km   |
| Dardanus Sulcus  | Dardania - Regione dove Ganimede fu rapito da Zeus trasformatosi in aquila.                                                                                  | 31,5° S    | 12,7° W     | 1.500 km |
| Dukug Sulcus     | Dukug - Salone sacro sede celeste delle divinità sumere. | 83,7° N    | 2,5° W      | 385 km   |
| Elam Sulci       | Ilam - Città babilonese sede del culto del Sole. | 60° N      | 200° W      | 1.500 km |
| Erech Sulcus     | Uruk - Città accadica il cui mitico fondatore era Marduk. | 7,3° S     | 179,2° W    | 953 km   |
| Harpagia Sulcus  | Arpagia - Regione dove Ganimede fu rapito da Zeus trasformatosi in aquila.                                                                                   | 11,8° S    | 313,5° W    | 1.400 km |
| Hursag Sulcus    | Hursag - Montagna casa dei venti nella mitologia sumera. | 9,49° S    | 248,46° W   | 2.183 km |
| Kishar Sulcus    | Kišar - Luoghi terrestri, e loro personificazione come divinità, nella mitologia babilonese.                                                                 | 6,4° S     | 216,6° W    | 1.187 km |
| Lagash Sulcus    | Lagash - Città babilonese sede del culto di Ninurta. | 8,99° S    | 164,01° W   | 1.575 km |
| Larsa Sulci      | Larsa - Città sumera sede del culto di Šamaš. | 2° N       | 260° W      | 1.130 km |
| Mashu Sulcus     | Mashu - Montagna ai confini del mondo nella mitologia mesopotamica.                                                                                          | 34° N      | 210° W      | 2.960 km |
| Mummu Sulci      | Mummu - Le tumultuose onde, e la loro personificazione come divinità, nate dallo scontro tra le acque primordiali dolci e salate nella mitologia babilonese. | 39° S      | 180° W      | 2.680 km |
| Mysia Sulci      | Misia - Regione dove Ganimede fu rapito da Zeus trasformatosi in aquila.                                                                                     | 7° S       | 7,8° W      | 5.066 km |
| Nineveh Sulcus   | Ninive - Città assira sede del culto di Ištar. | 23,2° N    | 53° W       | 1.700 km |
| Nippur Sulcus    | Nippur - Città sumera sede del culto di Enlil. | 35,41° N   | 183,35° W   | 1.425 km |
| Nun Sulci        | Nun - Oceano primordiale, e sua personificazione come divinità, nella mitologia egizia.                                                                      | 49,5° N    | 316,4° W    | 1.500 km |
| Philae Sulcus    | File - Sede dei principali templi dedicati a Iside nella mitologia egizia.                                                                                   | 68,4° N    | 168,2° W    | 900 km   |
| Philus Sulcus    | Fliunte - Città greca sede del culto di Ganimede e Ebe come portatori di pioggia.                                                                            | 44,5° N    | 209,9° W    | 465 km   |
| Phrygia Sulcus   | Frigia - Regno dell'Asia Minore dove nacque Ganimede. | 12° N      | 20,6° W     | 3.700 km |
| Shuruppak Sulcus | Šuruppak - Città al centro del diluvio universale nella mitologia sumera.                                                                                    | 19,62° S   | 231,75° W   | 2.730 km |
| Sicyon Sulcus    | Sicione - Città greca sede del culto di Ganimede e Ebe come portatori di pioggia.                                                                            | 33,7° N    | 15,3° W     | 2.125 km |
| Sippar Sulcus    | Sippar - Città sumera presente nella Lista Reale Sumerica.                                                                                                   | 19,9° S    | 170,2° W    | 3.260 km |
| Tiamat Sulcus    | Tiāmat - Acque salate primordiali, e loro personificazione come divinità, nella mitologia babilonese.                                                        | 4,14° N    | 209,1° W    | 1.330 km |
| Umma Sulcus      | Umma - Città sumera sede del culto di Shara. | 4,1° N     | 249,5° W    | 1.270 km |
| Ur Sulcus        | Ur - Città sumera sede del culto della Luna. | 49,5° N    | 177,5° W    | 1.145 km |
| Uruk Sulcus      | Uruk - Città babilonese su cui regnava Gilgameš. | 3,4° N     | 160° W      | 2.200 km |
| Xibalba Sulcus   | Xibalba - Oltretomba della mitologia maya. | 43° N      | 71,1° W     | 2.200 km |